# Claude-Innocent Du Paquier
Pour les articles homonymes, voir Paquier.
Claude-Innocent Du Paquier était un entrepreneur viennois d’origine hollandaise. Il fonda en 1718 une manufacture de porcelaine à Vienne (Autriche). Le 27 mai 1718, Du Paquier ouvre sa manufacture de porcelaine, la deuxième d'Europe, avec un mandat impérial qui lui donne le monopole de la porcelaine dans les territoires autrichiens pour 25 ans,. La première avait été ouverte à Meissen huit ans plus tôt.
Le savoir faire du travail de la porcelaine a été apporté par des anciens artisans de la Manufacture de Meissen, Christoph Conrad Hunger, Just Friedrich Tiemann et Samuel Stöltzel.
Le style de peinture de la porcelaine Du Paquier s'inspire de celui de Jean Berain, qui servait Louis XIV, et des décorations traditionnelles chinoises et japonaises. Il se spécialise en peinture d'assiettes, de trembleuses et d'autres décorations de la table.
La manufacture fournit la cour des Habsbourg de Charles VI puis devint une entreprise d’État en 1744 avec son acquisition par Marie-Thérèse d'Autriche

### Liens Externes
- Notices dans des dictionnaires ou encyclopédies généralistes :   - Britannica
  - Deutsche Biographie
- Notices d'autorité :   - VIAF
  - ISNI
  - GND
  - NUKAT
  - Tchéquie
- (en) Exhibition of Rare Du Paquier Porcelain at Metropolitan Museum https://www.metmuseum.org/press/exhibitions/2010/exhibition-of-rare-du-paquier-porcelain-at-metropolitan-museum
- (en) Du Paquier Porcelain Manufactory https://www.getty.edu/art/collection/group/103KC1